# میهالد
میهالد (به مجاری:  Miháld) یک منطقهٔ مسکونی در مجارستان است که در زالا واقع شده‌است.